# Jean Orieux
Pour les articles homonymes, voir Orieux (homonymie).
Jean Orieux est un romancier et biographe français, né le 20 mai 1907 à Duras en Lot-et-Garonne et mort le 8 avril 1990 à Fontenay-lès-Briis dans les Hauts-de-Seine.

## Biographie
Issu d'un milieu modeste (son père François Frédéric Orieux, natif de Lesparre-Médoc et d'ascendance bretonne, était charron, et sa mère Ismaëla Jacques, native de Duras, était lisseuse), il passe une partie de son enfance à Duras, puis à Bordeaux où sa famille s'installe en 1918 (son père devient alors ébéniste), où il fait ses études secondaires. Il venait en vacances chez sa grand-mère maternelle et ses tantes à Duras, ville avec laquelle il n'a jamais coupé les liens.
En 1925, il entre à l’École normale d'instituteurs qui se trouvait alors à Saint-André-de-Cubzac, puis, de 1927 à 1931, il poursuit ses études à l'École normale supérieure de Saint-Cloud où il se lie d'amitié avec Marc Blancpain et Maurice Fombeure, et prépare une licence de philosophie à la Sorbonne. Professeur de lettres à Bourges et à Beauvais de 1931 à 1937, il est alors nommé inspecteur de l’enseignement primaire à Limoges, puis à Oran, en Algérie, en 1941. L'année suivante, au cours d'un voyage à Fès où il rencontre André Gide grâce à son ami Jean Denoël, membre du comité de rédaction de la revue Fontaine (il lui fera aussi connaître Paul Léautaud en 1946), il fait du Maroc sa seconde patrie. En 1943, il est détaché à la direction de l'instruction publique à Rabat où il fait la connaissance d'Henri Bosco, puis à Marrakech, puis il reprend l'enseignement dans cette ville jusqu'à sa retraite. Au cours de cette période, il effectue plusieurs séjours en métropole, en particulier chez sa mère qui vit à Saint-Aignan, près de Libourne, ou à La Chapelle-Blanche, un hameau situé dans la commune de Saint-Victurnien, près de Limoges, où il rédige plusieurs de ses œuvres. En 1955-1956, il a été aussi professeur à Grenoble et à Paris.
Au début des années 1960, il a enseigné au lycée Mohammed-V puis aux lycées Ibn Abbad et Victor-Hugo à Marrakech. En 1965, il s'installe au Bugue avec sa mère et se consacre entièrement à l'écriture. Il continue à se rendre au Maroc jusqu'en 1987, et séjourne dans une auberge à Ouirgane, au sud de Marrakech, où il travaille à ses nouveaux livres. En 1989, gravement malade, il quitte le Périgord pour une maison de retraite en région parisienne où se trouve une partie de sa famille. Il meurt l'année suivante et est enterré dans le caveau familial à Duras.

## Œuvre littéraire
Entre 1944 et 1986, Jean Orieux a publié 23 livres (romans, nouvelles, biographies, souvenirs). Il a aussi collaboré dans le même temps à plusieurs journaux et revues (Les Cahiers du Sud, Le Figaro, Flammes, Fontaine, Les Œuvres libres, La Revue des deux mondes, La Table ronde...) où ont paru intégralement ou partiellement certains de ses romans, des nouvelles, des extraits de ses biographies, différents textes repris pour la plupart ultérieurement dans des ouvrages, et des critiques. Il avait collaboré à des ouvrages scolaires à l'époque où il était inspecteur, et a donné plusieurs préfaces. C'est surtout pour ses biographies qu'il était connu du grand public. La quasi-totalité de son œuvre a paru chez Flammarion.
Il a confié avoir commencé à écrire dès sa jeunesse. À l'époque où il était étudiant à Paris, il a composé des poèmes en vers libres, oubliés puis exhumés bien plus tard et publiés en 1977. C'est en 1940, pendant la « drôle de guerre » qu'il a vécue dans le Limousin, qu'il a éprouvé le besoin d'écrire quelque chose de vital. Il s'est alors raccroché à son enfance, à ses racines, à sa mémoire, aux histoires que lui racontait sa grand-mère maternelle sur sa famille. C'est dans cette atmosphère nostalgique qu'il a commencé à écrire Fontagre, un roman en grande partie autobiographique qui a pour cadre son pays natal. Achevé à Tlemcen, en Algérie, en 1941, il paraît l'année suivante en feuilleton dans la revue Fontaine, à Alger, puis est édité en 1944 et obtient le Grand prix du roman de l'Académie française en 1946. Ce n'est qu'après la guerre qu'il a décidé d'écrire la suite de ce roman, mais à reculons dans le temps, sous la forme d'un cycle qui comporte au total quatre volumes, dans lequel il raconte l'histoire d’une vieille famille de la noblesse rurale du sud du Périgord qui, de 1876 aux années 1930, à travers trois générations, essaie vainement de maintenir son rang et l’unité de son domaine.
Il a déclaré quelques années plus tard que l’écriture était pour lui un plaisir, que le but du romancier est de raconter une histoire où l’on voit et où l’on entend des personnages auxquels on croit, que le roman est comme une fable et qu'une histoire à la fois frappante et bien contée ne peut laisser le lecteur insensible.
Ses nouvelles Menus plaisirs, Tiburce ou Un déjeuner au soleil et son roman Les Ciseaux d'argent forment le cycle intitulé Les Trois-Piliers, chronique de la vie des habitants de la place des Trois-Piliers, à Langeval, petite ville de l'Ouest de la France, un monde clos où les intrigues, les personnages, le décor et les usages sont ceux d'une époque révolue. Dans L'Aigle de fer, il évoque le nazisme à travers les destins de deux frères issus de l'aristocratie allemande, Le Lit des autres a pour cadre le Périgord et raconte un épisode qui s'est déroulé pendant la « drôle de guerre » : le logement de réfugiés venus d'Alsace. Dans Alcide ou la Fuite au désert, il conte l'histoire un peu oppressante d'un misanthrope totalement désabusé qui finit par se donner la mort, toujours sur fond de guerre. Son séjour au Maroc lui a inspiré Kasbahs en plein ciel, récit d'un périple dans le Haut-Atlas à la découverte des tribus chleuhs en 1949, et Petit Sérail, un court roman plein de drôlerie. Dans Souvenirs de campagnes, il rappelle ses années passées dans le Limousin à la fin des années 1930 et au début des années 1940, et en Afrique du Nord, au cours de la période suivante, dans Des figues de Berbérie.
À partir du milieu des années 1950, il commence à s'intéresser au genre biographique, par curiosité et aussi parce qu'il avait tendance à s'épuiser dans la création romanesque. Les cinq biographies qu'il a publiées entre 1958 et 1986, consacrées à de grandes figures historiques et à des écrivains illustres (Bussy-Rabutin, Voltaire, Talleyrand, La Fontaine et Catherine de Médicis) lui ont donné une seconde notoriété et assuré une large audience auprès du grand public en France comme à l'étranger. Il a mis au point au fil des années une méthode de travail assez rigoureuse, adaptée en fonction des personnages qu'il avait choisis, amassant une vaste documentation et rédigeant des fiches. Après s'être complètement imprégné de ses modèles (cette imprégnation pouvait durer plusieurs années), et quand il était arrivé à les voir et à les entendre, il commençait alors à écrire avec lenteur, patience et méticulosité. Quand les choses se gâtaient vers la fin de la « cohabitation », il était temps pour lui de les abandonner car il n'était pas loin de les prendre en grippe, leur reprochant de lui avoir volé son temps. Puis il aimait assez divorcer de ses personnages lorsque le livre était « consommé ».
Il a avoué s'être senti plus à l'aise avec La Fontaine, Voltaire ou Talleyrand qu'avec Catherine de Médicis qu'il a considérée comme un « bourreau ». Il a commencé ses recherches sur la « reine noire » en 1979, dans le but de la réhabiliter, mais la tâche a été difficile au cours des années suivantes, d'une part parce qu'il a été souvent malade à cette époque-là, d'autre part parce que « Madame Catherine » lui faisait un peu peur, et il a même failli tout abandonner en cours de route. Il lui a fallu six années de labeur pour venir à bout de cette biographie, et il a dû réécrire deux fois son manuscrit de 800 pages et plusieurs fois certains chapitres. Le succès a été au rendez-vous et la critique dans son ensemble a été élogieuse. « Je suis comblé en constatant que ce livre a été lu avec beaucoup d’attention et qu’il a rendu des gens heureux. […] J’ai vécu six ans avec [Catherine de Médicis], je l’ai tuée… mais elle m’a tué aussi ! ». Il songeait à ressusciter d’autres personnages du passé comme Henri IV ou Richelieu, « afin qu’ils nous réapprennent à vivre », mais il n'a pas pu mener à bien ces projets.
Lauréat de plusieurs prix littéraires, il a obtenu le Grand prix de littérature Paul-Morand de l'Académie française en novembre 1986 couronnant son œuvre, année de parution de sa biographie consacrée à Catherine de Médicis, son dernier ouvrage, adapté pour un téléfilm en deux parties par Paul Savatier, réalisé par Yves-André Hubert, avec Alice Sapritch dans le rôle-titre, et diffusé sur Antenne 2 dans le cadre de l'émission Les Dossiers de l'écran les 18 et 19 avril 1989.

## Œuvres
Seules sont données ici les éditions originales. Plusieurs de ses livres, notamment ses biographies, ont fait l'objet de rééditions, en particulier dans des collections de poche, et de nombreuses traductions.

### Romans et nouvelles
- Fontagre, roman publié dans la revue Fontaine en 1942, édition originale aux Éditions de la Revue Fontaine à Alger en 1944 puis à Paris en 1945, réédité par Flammarion en 1946 - grand prix du roman de l'Académie française la même année
- Menus plaisirs, Robert Laffont puis Flammarion, 1946
- Les Ciseaux d'argent, Flammarion, 1947
- Tiburce ou Un déjeuner au soleil, Flammarion, 1948
- L'Aigle de fer, Flammarion, 1949 ; nouvelle édition revue 1972
- Cinq filles et un fusil, Flammarion, 1950
- Petit Sérail, Flammarion, 1952
- La Mal Mariée, Flammarion, 1953
- La Bonnes Fortunes, Flammarion, 1955 - prix du roman décerné en 1956 par l’association « Au service de la pensée française » et qui concerne aussi l’ensemble de la série des Fontagre
- Le Lit des autres, Flammarion, 1964
- Alcide ou la Fuite au désert, Stock, 1970
- Les Fontagre, Flammarion, 1973 (reprend, dans l'ordre chronologique de l'histoire et dans une version revue, Cinq filles et un fusil, La Mal Mariée, Les Bonnes Fortunes et Fontagre dont le titre est devenu ici Le Ciel d'autrefois)
- Les Trois-Piliers, Flammarion, 1980 (reprend Menus plaisirs, Les Ciseaux d'argent et Tiburce ou Un déjeuner au soleil)

### Souvenirs
- Kasbahs en plein ciel : Dans le Haut-Atlas marocain, Flammarion, 1951, Prix du Maroc 1954
- Souvenirs de campagnes, Flammarion, 1978 (une édition partielle a été publiée en 1972 par Pierre Fanlac, éditeur à Périgueux)
- Des figues de Berbérie, Grasset, 1981

### Biographies
- Bussy-Rabutin, le libertin galant homme, Flammarion, 1958 - prix de Bourgogne
- Voltaire ou la Royauté de l'esprit, Flammarion, 1966 - prix des critiques
- Talleyrand ou le Sphinx incompris, Flammarion, 1970 - prix des Ambassadeurs
- La Fontaine ou La vie est un conte, Flammarion, 1976
- Catherine de Médicis ou la Reine noire, Flammarion, 1986

### Poèmes
- L’Étoile et le Chaos, Flammarion, 1977

## Adaptations
- Madame de Sévigné : Idylle familiale avec Bussy-Rabutin (1979), téléfilm de Gérard Pignol et Jacques Vigoureux, inspiré du livre de Jean Orieux Bussy-Rabutin, le libertin galant homme.

## Hommages
En 1992, une rue Jean-Orieux a été inaugurée à Duras, en 1995, une plaque a été apposée sur la maison où il a vécu au Bugue, rue de la Reynerie, et une autre, en 2011, sur la façade de sa maison natale située rue Chavassier.